# Wolfgang Paul
Wolfgang Paul (Lorenzkirch, 10 de agosto de 1913 — Bona, 7 de dezembro de 1993) foi um físico alemão.
Recebeu o Nobel de Física de 1989, pelo desenvolvimento da técnica de ion trap.

## Vida
Obteve um doutorado em 1939 em Berlim, sendo de 1937 a 1942 Wissenschaftlicher Assistent de Hans Kopfermann na Universidade de Kiel. Após o chamado de Hans Kopfermann para a Universidade de Göttingen Paul o acompanhou, obtendo a habilitação em 1944 em Göttingen, onde foi professor de 1944 a 1952.
Em 1952 aceitou um chamado para a Universidade de Bona, onde foi professor até 1981.
De 1964 a 1967 foi diretor do departamento de física da Organização Europeia para a Pesquisa Nuclear (CERN) e de 1970 a 1973 presidente do diretório da DESY (Hamburgo). Em 1979 Paul foi eleito o terceiro presidente da Fundação Alexander von Humboldt; permaneceu neste cargo por dez anos. Em 1983 foi eleito membro correspondente da Academia de Ciências de Heidelberg.
Wolfgang Paul foi em 1957 um dos 18 assinantes da Declaração de Göttingen contra os planos de armamento nuclear da Bundeswehr.

## Resultados científicos
Ele desenvolveu técnicas para capturar espectrometria de massa de partículas carregadas por campos elétricos de quadrupolo na década de 1950. Armadilhas de Paul são amplamente usadas hoje para conter e estudar íons. Ele desenvolveu lentes de feixe molecular e trabalhou em um síncrotron de elétrons de 500 MeV, seguido por um de 2 500 MeV em 1965. Mais tarde, ele trabalhou em conter nêutrons lentos em anéis de armazenamento magnético, medindo a vida útil dos nêutrons livres.

Ele se referiu com humor a Wolfgang Pauli como sua parte imaginária se seus sobrenomes fossem considerados números complexos.